# Cuasicontrato
El Cuasicontrato es una de las fuentes de las obligaciones que consiste en la aceptación de un acto voluntario de la persona que se obliga, lícito y de carácter no convencional, que hace nacer obligaciones. Asimismo, puede darse el caso de que estemos en presencia de un cuasicontrato sin que exista obligación, como ocurre con los actos voluntarios de mera liberalidad o realizados sin causa. Se trata una relación jurídica obligatoria "ex lege", es decir, es la propia ley la que genera la obligación al otorgar eficacia obligatoria a una serie de actos voluntarios de un sujeto respecto de otro. En opinión del profesor Carlos Lasarte, esta categoría obedece a un error histórico originado en el proceso de compilación de las Instituta del Emperador Justiniano, que por cuestiones propias al derecho bizantino, añadió a las fuentes del derecho los quasi ex contrato. En opinión del profesor Lasarte, por tanto, hoy por hoy carece de sentido seguir utilizando esta denominación, entendiéndola como obligaciones que nacen de la ley, es decir, de supuestos tipificados en los Códigos Civiles contemporáneos.

## Historia
La aparición del cuasicontrato ha sido calificado, por algunos sectores de la doctrina, como una cuestión de simetría Carlos Lasarte. Derecho de Obligaciones. Pág. 263 ab initio.

## Los Cuasicontratos en la legislación española
Según el artículo 1089 del Código Civil de España, los cuasicontratos son fuente de obligaciones. Su definición se encuentra en el Título XVI bajo la rúbrica De las obligaciones que se contraen sin convenio, concretamente en el artículo 1887: «son cuasicontratos los hechos lícitos y puramente voluntarios, de los que resulta obligado su autor para con un tercero y a veces una obligación recíproca entre los interesados». Los requisitos, según este precepto, son que exista un hecho jurídico lícito, que dicho hecho sea voluntario y que no exista convenio. La doctrina española ha entendido que esta categoría constituye realmente obligaciones nacidas de la ley, por cuanto sólo genera obligaciones en aquellos casos reconocidos por ésta.
Constituyen cuasicontratos en la legislación española:
1. La gestión de negocios ajenos (artículos 1888 a 1894 del Código Civil)
2. El cobro o pago de lo indebido (artículos 1895 a 1901 del Código Civil);

### La cuestión de los cuasicontratos atípicos
Algunas Sentencias del Tribunal Supremo originaron un debate en torno a si existían supuestos de cuasicontratos más allá de la regulación legal o si esa categoría debería aplicarse a supuestos análogos a los típicos. Ortega Pardo aceptó dicha tesis. Sin embargo, la actual doctrina considera que el Código Civil establece un numerus clausus, y que la solución jurídica adecuada a estos supuestos análogos viene de la prohibición general, enriquecimiento injusto o sin justa causa regulada en el artículo 10.9 del Código Civil.

## Los cuasicontratos en Colombia
Los cuasicontratos se encuentran en el artículo 2302 del Código Civil Colombiano. En él se estipula que aquellas obligaciones que no partan de una convención previa, nacerán de la ley o del hecho voluntario originario. Es así como:
1. Si el hecho de que nacen es lícito, constituye un cuasicontrato.
2. Si el hecho es ilícito, y cometido con intención de dañar, constituye un delito.
3. Si el hecho es culpable, pero cometido sin intención de dañar, constituye un cuasidelito o culpa.
El artículo 2303 se encarga de dar tres ejemplos principales de los cuasicontratos, a saber, la agencia oficiosa, el pago de lo no debido, y la comunidad.